# Disphragis aroensis
Disphragis aroensis är en fjärilsart som beskrevs av William Schaus 1901. Disphragis aroensis ingår i släktet Disphragis och familjen tandspinnare. Inga underarter finns listade i Catalogue of Life.